# ソーバル
ソーバル株式会社は、東京都品川区に本社を置く、ソフトウエア・ハードウエアの設計開発を行っている企業。

キヤノン向け・ソニー向けのエンジニアリングに強みを持つ。

## 沿革
- 1983年（昭和58年）1月 - 美和産業株式会社として設立。
- 1989年（平成元年）6月 - トオタス株式会社に社名変更。
- 2005年（平成17年）3月 - ソフトイングローバル株式会社に社名変更。
- 2006年（平成18年）3月 - ソーバル株式会社に社名変更。
- 2008年（平成20年）12月 - ジャスダック上場。

## 事業内容
- エンジニアリング事業
  - ハードウエア・ソフトウエアの設計開発
  - 第三者検証、マニュアル制作